# Райнульф Алифанский
Райнульф (итал. Rainolfo d'Alife, ум. 30 апреля 1139) — граф Алифе, с августа 1137 г. носил титул герцога Апулии, глава нескольких баронских мятежей в Южной Италии против Рожера II.
Происходил из семьи Дренго — одной из могущественнейших норманнских семей Южной Италии, превосходившей в определённое время династию Отвилей, приходился троюродным братом князю Капуи Жордану II. Был женат на Матильде ди Альтавилла, одной из дочерей Рожера I, графа Сицилии.

## Участие в мятежах против Рожера II и двукратное примирение с ним
В 1127 году Райнульф находился в числе баронов, недовольных стремлением Рожера II принять Апулию в качестве наследника Вильгельма II и поддержанных папой Гонорием II. Перешёл на сторону своего шурина Рожера II после того, как последний согласился с захватом Райнульфом владений соседнего графа Ариано. В 1128—1130 был верным сторонником Рожера II и одобрил его коронацию в качестве короля Сицилии.
В 1131 году Райнульф оказался в щекотливой ситуации: его брат Ричард из Авеллино отказался признавать сюзеренитет Рожера II и объявил о своей независимости, так же поступил и Гримоальд (князь Бари). Райнульф не поддержал ни брата, ни короля. Подавив мятеж в 1132 году, Рожер II приказал Райнульфу и Роберту II Капуанскому, в чьей верности он сомневался, отправиться во главе вооружённого отряда в Рим на помощь антипапе Анаклету II. Во время пребывания Райнульфа в Риме его жена Матильда с их малолетним сыном бежала в Сицилию к своему брату Рожеру II, прося его защиты от жестокости мужа. Рожер II принял сестру под своё покровительство. Одновременно с этим брат Райнульфа Ричард из Авеллино был лишен королём своих владений и изгнан.
Райнульф потребовал вернуть себе жену, а брату — владения и, получив уклончивый ответ Рожера II, вернулся в Южную Италию. Райнульф и Роберт II Капуанский сумели перетянуть на свою сторону папский город Беневенто, доселе безоговорочно выступавший на стороне короля. Узнав об этом, Рожер II стремительным ночным маршем пербросил свою армию к Ночере — второму по значению городу княжества Капуя. Здесь 24 июля 1132 года Райнульф и Роберт II Капуанский наголову разбили своего короля, вынужденного бежать. Успех мятежников при Ночере стал катализатором всеобщего восстания в Апулии, в результате которого к концу 1132 года Рожер II фактически потерял свои континентальные владения, за исключением Калабрии. Чтобы окончательно уничтожить Рожера II, мятежники призывали на помощь императора Лотаря II, в это время находившегося в Италии. Но Лотарь II, короновавшись в Риме, вернулся в Германию.
Уход Лотаря II из Италии ослабил позиции Райнульфа и его союзников, и в течение 1133—1134 годов Рожер II полностью вернул себе Апулию и Кампанию. Роберт II Капуанский был изгнан, а Райнульф сдался на милость короля и был им прощен.

## Переход на сторону Лотаря II. Райнульф — герцог Апулии
В 1135 году Роберт II Капуанский с пизанским флотом высадился в Неаполе. Сергий VII Неаполитанский и Райнульф Алифанский, имевшие определенные сведения о смерти Рожера II, перешли на сторону Роберта. Но слухи о смерти Рожера не подтвердились, сам он вскоре появился в Апулии. Мятежники заперлись в Неаполе, прося о помощи императора Лотаря II и папу Иннокентия II. Император выступил в свой второй итальянский поход в августе 1136 года, а в феврале — мае 1137 года его армии прошли через весь Апеннинский полуостров и соединились в Бари. Роберт II Капуанский вернулся в Капую, Неаполь был освобожден от сицилийской осады, а Рожер II в очередной раз бежал на Сицилию, оставив свои континентальные владения императору и мятежным баронам.
Лотарь II, столкнувшись с сопротивлением своих вассалов, не смог развить успех и продолжить свой поход в Калабрию и Сицилию — области, удерживаемые Рожером II. Вынужденные покинуть Южную Италию Лотарь II и Иннокентий II возвели в ранг герцога Апулии Райнульфа, который поклялся им в верности, став вассалом сразу двух сюзеренов.

## Война с Рожером II и смерть Райнульфа
Уход императорской армии оставил Райнульфа один на один с Рожером II, которому он изменил уже трижды. Надежды на примирение с королём не было, к тому же Рожер II в любом случае желал вернуть герцогство Апулию своему старшему сыну Рожеру.
30 октября 1137 года Райнульф одержал свою самую значительную победу, разбив войска Рожера II при Риньяно. Несмотря на героизм молодого Рожера, королевская армия была разбита, Рожер II бежал, а Сергий VII Неаполитанский, к этому времени успевший вернуться на сторону короля, был убит. Но эта победа не имела политических последствий, и весь следующий 1138 год прошёл в междоусобной войне.
В разгар войны Райнульф умер от лихорадки в городе Троя 30 апреля 1139 года и был похоронен в местном кафедральном соборе. Со смертью Райнульфа его дело было проиграно, и Рожер II окончательно утвердил своё господство в Южной Италии. Принимая депутацию Трои, Рожер II отказался простить город, пока там погребено тело Райнульфа. Останки Райнульфа были извлечены из склепа, пронесены в саване по улицам и выброшены в канаву. Впоследствии Рожер II, уступив просьбам своего сына Рожера, разрешил похоронить Райнульфа.